# جورج باربييه
جورج باربييه (بالفرنسية: George Barbier)‏ هو مصمم رقص ورسام فرنسي، ولد في 10 أكتوبر 1882 في نانت في فرنسا، وتوفي في 16 مارس 1932 في باريس في فرنسا.